# Grenzschlachten
Als Grenzschlachten bezeichnet man in der Militärgeschichtsschreibung eine Serie von größeren militärischen Kampfhandlungen, zu denen es meist in der ersten Phase eines Krieges kommt. In diesen treffen oft die zuvor aufmarschierten Hauptstreitkräfte der Kriegsparteien aufeinander. Konkret findet sich die Bezeichnung als etablierter Begriff in der Historiographie zum Deutsch-Französischen Krieg (1870/71), dem Ersten Weltkrieg (1914–1918), dem Überfall auf Polen (1939) und dem Deutsch-Sowjetischen Krieg (1941–1945).

## Geschichte

### Deutsch-Französischer Krieg
Nach der Kriegserklärung Frankreichs an Preußen vom 19. Juli 1870 sammelten beide Seiten ihre Streitkräfte an der französischen Grenze. Die preußischen Truppen vollendeten ihren Aufmarsch schneller und ergriffen Anfang August 1870 die Offensive. Daraus entwickelten sich eine Reihe von Begegnungsgefechten, die so von der deutschen Führung nicht geplant, und von der französischen nicht erwartet worden waren. Diese wurden rückblickend als Grenzschlachten bezeichnet.
Zunächst griff die deutsche 3. Armee die französischen Kräfte im Elsass an, was am 4. August 1870 zur Schlacht bei Weißenburg und am 6. August zur Schlacht bei Wörth führte. Die deutsche 1. Armee und 2. Armee sollten zwar eigentlich an der Saar das Herankommen der 3. Armee abwarten, um dann zur gemeinsamen Entscheidungsschlacht anzutreten. Doch entgegen der gegebenen Befehle gingen die örtlichen Kommandeure frontal gegen die französische Front vor. Dies führte ebenfalls am 6. August 1870 zur blutigen Schlacht bei Spichern. Im Ergebnis dieser Gefechte zogen sich die französischen Truppen zwar von der Grenze zurück und stellten sich erst im Raum Metz wieder zur Verteidigung. Doch der deutschen Heeresführung war die Chance zu einer umfassenden Entscheidungsschlacht in Grenznähe entgangen. Sie musste nun weiter nach Frankreich hinein vorstoßen.

### Erster Weltkrieg

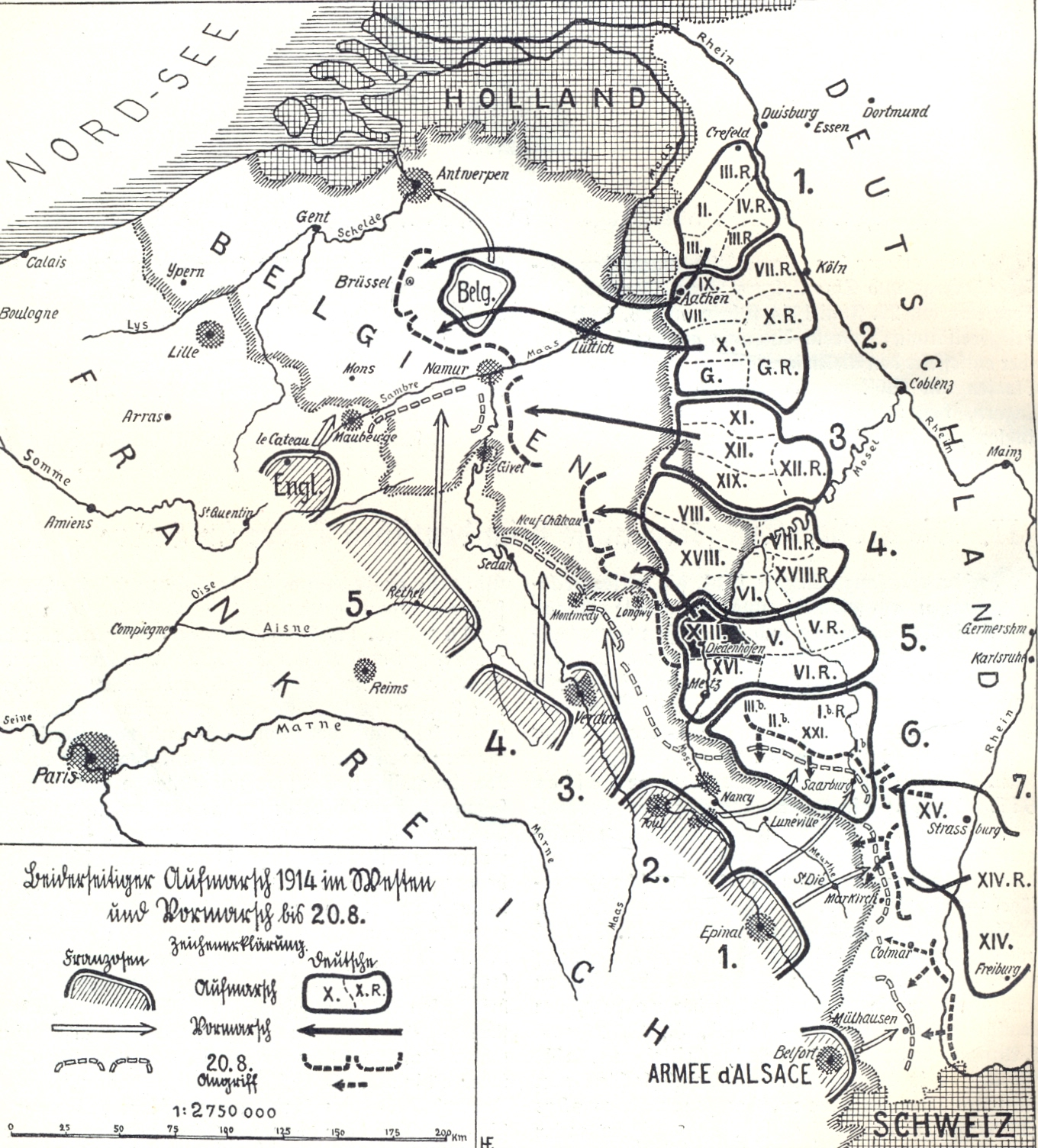
Aufmarsch im Westen 1914

Mit der Mobilmachung vom 2. August 1914 befand sich das Deutsche Reich im Kriegszustand. Gemäß dem Grundgedanken des „Schlieffen-Plans“ wurden an der Westgrenze sieben Armeen zusammengezogen, um die Streitkräfte der Entente in einem schnellen Feldzug zu besiegen. Die Grundidee des Schlieffen-Plans war ein Vormarsch durch das neutrale Belgien, um die französische Armee in einer weitausholenden Bewegung umfassen und in einem „Super-Cannae“ schlagen zu können. Die Versammlung der Truppen dauerte jedoch bis Mitte August und die belgische Armee leistete nach Ablehnung des deutschen Ultimatums vom 2. August härteren Widerstand als angenommen. Zwar kam es auch in dieser Zeit schon zu kleineren und größeren Kampfhandlungen, wie dem Angriff auf Lüttich (4.–16. August), der Schlacht bei Mülhausen (9. August), dem Gefecht bei Lagarde (11. August) und dem Gefecht bei Haelen (12. August), doch werden diese Treffen allgemein nicht zu den Grenzschlachten gezählt. Diese begannen erst nach dem Anlaufen der Offensive der deutschen Armeen ab dem 18. August 1914. Es entwickelten sich Begegnungsschlachten zwischen den gegnerischen Heeren, da auch die französische Armee, die gemäß dem Plan XVII aufmarschiert war, zunächst ab dem 14. August im Süden, später auch in der Mitte und im Norden zur Offensive überging.

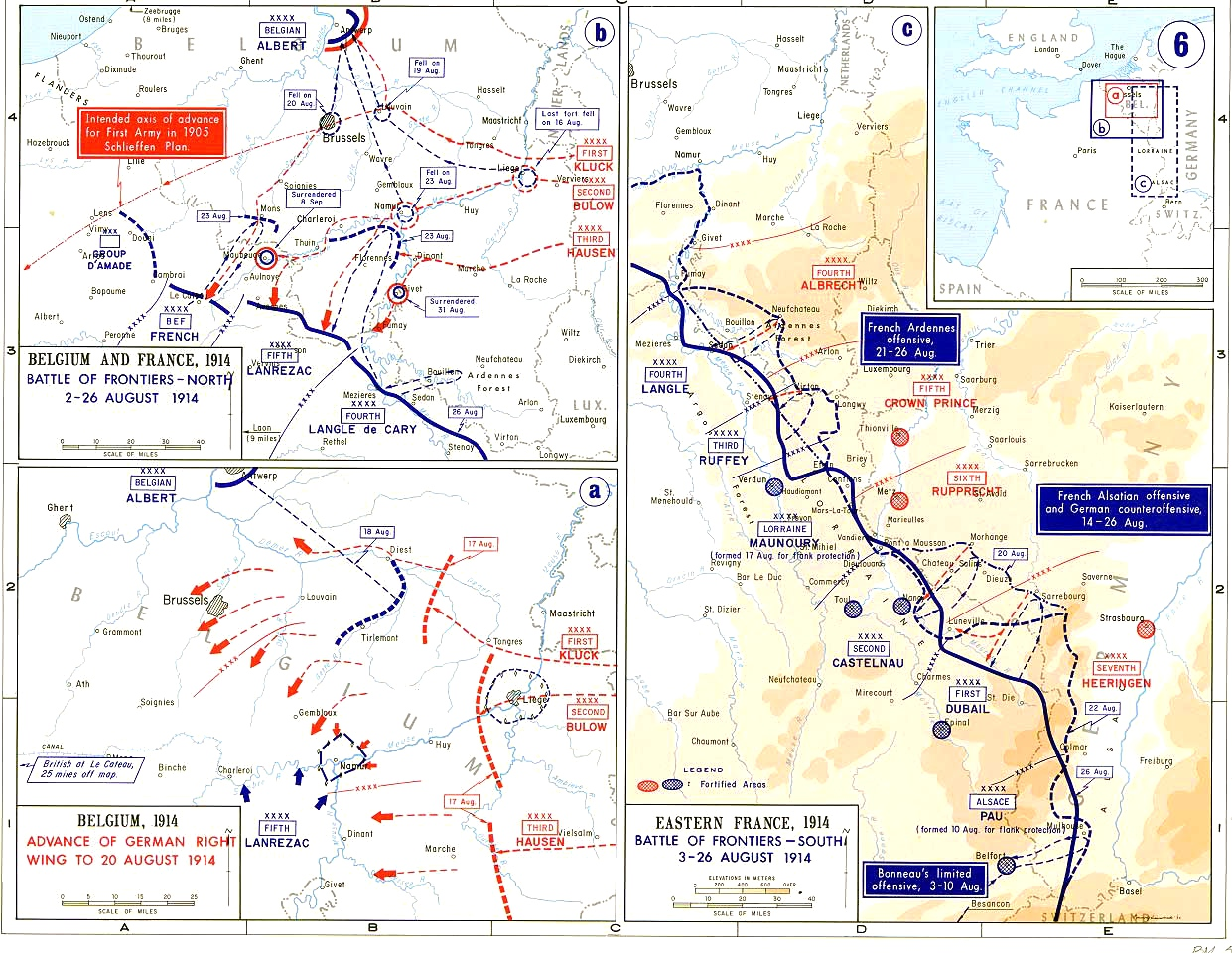
Operationen in den „Grenzschlachten“

Die im Reichsland Elsaß-Lothringen stehende deutsche 6. und 7. Armee sollten sich zunächst defensiv verhalten. Nachdem sie den Angriff der französischen 1. und 2. Armee abgewehrt hatten, traten sie vom 20. bis zum 22. August 1914 zur Gegenoffensive (→ Schlacht in Lothringen) an. Die französischen Kräfte wichen hinter die Meurthe und Nancy aus. Weiter nördlich stießen die französische 3. und 4. Armee, aus dem Raum Sedan–Longuyon auf Longwy und Neufchâteau vorgehend, auf die deutsche 4. und 5. Armee. Im Laufe der Kämpfe (→ Schlacht bei Neufchâteau und Schlacht bei Longwy) am 22./23. August 1914 erlitten die Franzosen eine verlustreiche Niederlage und zogen sich hinter die Maas zurück. Am rechten deutschen Flügel trafen die deutsche 1., 2. und 3. Armee entlang der Sambre und Maas auf die französische 5. Armee und die British Expeditionary Force. Im Laufe des 22.–24. August 1914 wurden die britischen Truppen bei Mons (→ Schlacht bei Mons) und die französischen bei Charleroi und südlich von Namur (→ Schlacht an der Sambre) geschlagen. Nach diesen Niederlagen waren die Entente-Truppen auch hier gezwungen, den Rückzug anzutreten. Die letzte Grenzschlacht fand vom 4. bis zum 12. September 1914 bei dem Grand-Couronné in der Nähe von Nancy statt. 
Deutschen Truppen errangen in den Grenzschlachten taktische Erfolge. Es gelang ihnen aber nicht, größere gegnerische Truppenmassen zu umfassen und aufzureiben. Vielmehr waren diese Kämpfe frontale Zusammenstöße mit hohen Verlusten auf beiden Seiten. Die Entente-Truppen zogen sich auf die Linie Paris–Verdun zurück; dabei kam es zu weiteren Verfolgungskämpfen (→ Schlacht von Le Cateau, Schlacht von St. Quentin). Dann gingen britische und französische Truppen an der Marne zur Gegenoffensive über (→ Schlacht an der Marne).
Der Rückzug der alliierten Truppen aus Belgien und Nordostfrankreich brachte die Deutschen in den Besitz der Industrie, der Landwirtschaft und des Eisenbahn- und Wasserwegenetzes beider Regionen; sie behielten sie bis zur Niederlage 1918.

### Zweiter Weltkrieg

#### Überfall auf Polen (1939)
Der Überfall auf Polen (September 1939) ist in der polnischen Historiographie vereinzelt „Grenzschlacht“ (pl. Bitwa graniczna) genannt worden. Strategie der polnischen Streitkräfte war es, der Wehrmacht schon an den Staatsgrenzen möglichst lange hinhaltenden Widerstand entgegenzusetzen und danach zur Hauptverteidigungslinie zurückzugehen, die entlang der Flüsse Narew, Weichsel und San verlaufen sollte.
Die polnische Heeresleitung erteilte am 6. September 1939 den Befehl zum allgemeinen Rückzug. Zuvor hatten die polnischen Streitkräfte in der Schlacht in der Tucheler Heide und der Schlacht bei Mława verlustreiche Niederlagen erlitten.
Im Süden Polens waren die 10. Armee zudem bis zur Warthe durchgebrochen und hatte am 6. September kampflos Krakau besetzt.
In der deutschen Geschichtsschreibung wurden Kämpfe in der ersten Phase des Überfalls auf Polen nur selten Grenzschlachten genannt.

#### Deutsch-Sowjetischer Krieg
In der Geschichtsschreibung zum Deutsch-Sowjetischen Krieg ist häufig die Rede von Grenzschlachten (Приграничные сражения) unter denen man die Hauptkampfhandlungen zwischen dem 22. Juni und 1. Juli 1941 versteht. In diesen traf die Masse der Verbände der Wehrmacht und der Roten Armee aufeinander.
Die Wehrmacht hatte drei Frontabschnitte: Im Norden griff die deutsche Heeresgruppe Nord die sowjetische Nordwestfront an. Es gelang der Panzergruppe 4, mehrere sowjetische Panzerkorps aufzureiben und bis zur Düna vorzudringen, wo sie Brückenköpfe errichtete (Schlacht bei Schaulen, 22.–26. Juni 1941).
Im Mittelabschnitt der Front gelang der Heeresgruppe Mitte die Umfassung fast der gesamten sowjetischen Westfront in der Kesselschlacht bei Białystok und Minsk (22.–28. Juni 1941). Die „Säuberung“ der beiden Kessel dauerte bis zum 9. Juli 1941.
Im Süden traf die Heeresgruppe Süd auf die zahlenmäßig starke und gut geführte Südwestfront. Letztere konzentrierte für einen Gegenangriff fünf Mechanisierte Korps gegen die deutsche Panzergruppe 1.  Sie verlor in der Panzerschlacht bei Dubno-Brody-Luzk (22. Juni – 1. Juli 1941) ihre operativen Reserven.
Die Wehrmacht gewann die Schlacht um Kiew (23. August bis 26. September 1941), Die Rote Armee hatte von Stalin den Befehl stehen, halten und notfalls sterben, wurde eingekesselt und verlor rund 700.000 Mann.
Die Erfolge der deutschen Truppen in den Grenzschlachten erwiesen sich nicht als nachhaltig. Die Masse ihrer Verbände waren Infanterie-Formationen, die nur langsam vorrücken konnten und die Panzerverbände blieben lange an den Kesselfronten gebunden. Nicht zuletzt durch den zähen Widerstand der sowjetischen Truppen gewann die sowjetische Führung Zeit, um Reserven zu formieren und mit diesen neue Verteidigungslinien an Düna und Dnepr zu beziehen.